# Innocent Mbonihankuye
Innocent Madede Mbonihankuye (* 5. September 1996 in Gitega) ist ein burundisch-dschibutischer Fußballspieler auf der Position eines Torhüters. Er ist aktuell für AS Port in Djibouti und die Dschibutische Fußballnationalmannschaft aktiv.

## Karriere

### Verein
Mbonihankuye begann seine Karriere im Jahr 2013 im Kader des burundischen Erstligisten LLB Académic FC in der Stadt Bujumbura. Hier gewann er in seiner Debütsaison das Double aus burundischer Meisterschaft und den Pokalsieg im Coupe du Président de la République. Im Folgejahr konnte er diese Erfolge mit der Mannschaft hingegen nicht wiederholen. Am Ende der Saison verließ er seine Heimat und wechselte zum dschibutischen Hauptstadtclub Université de Djibouti in die Erstklassige Division 1. In seiner ersten Saison für den neuen Verein platzierte er sich mit der Mannschaft nur auf einen Platz im Mittelfeld der Tabelle. Nach einer kurzen aber erfolglosen Station bei AS Espérance, wechselte er 2020 innerhalb der Liga zu AS Port, für den er auch aktuell aktiv ist. Bis heute konnte er keine weiteren Titel gewinnen.

### Nationalmannschaft
Mbonihankuye absolvierte zwei Einsätze für die U-20 von Burundi, bevor er am 5. Juli 2014 im Freundschaftsspiel gegen Kenia (0:0) sein Debüt für die Burundische Fußballnationalmannschaft gab. Er absolvierte jedoch lediglich ein weiteres Freundschaftsspiel gegen Tansania (2:0), bevor er den Verband wechselte und am 4. September 2019, im Rahmen der Qualifikation zur Weltmeisterschaft 2022 gegen Eswatini (2:1), für die Dschibutische Fußballnationalmannschaft debütierte. Seinen bisher letzten Länderspieleinsatz bestritt Mbonihankuye am 17. Juni 2023, im Freundschaftsspiel gegen die Auswahl von Pakistan (3:1).

### Erfolge
Verein
- Burundischer Meister: 2014
- Burundischer Pokalsieger: 2014